# سامانثا إيرباي
سامانثا إيرباي (بالإنجليزية: Samantha Irby)‏ هي كاتِبة وممثلة أمريكية، ولدت في 13 فبراير 1980 في إيفانستون في الولايات المتحدة.

## وصلات خارجية
- الموقع الرسمي